# Hartford City, Indiana
Hartford City este o localitate, municipalitate și sediul comitatului Blackford, statul Indiana, Statele Unite ale Americii.